# Regierungsbezirk Köslin

Verwaltungsgliederung Pommerns im Jahr 1913:

Der Regierungsbezirk Köslin (im 19. Jahrhundert Cöslin) in der preußischen Provinz Pommern bestand von 1816 bis 1945.

## Geschichte
Im Jahre 1816 wurde die Stadt Cöslin Sitz des Regierungspräsidiums für  Hinterpommern. Am 1. Dezember 1900 zählte der Bezirk 587.783 Einwohner, am 17. Mai 1939 waren es 597.869. Die Fläche umfasste im Jahre 1900 14.030,73 km², auf die 1900 Städte und Gemeinden verteilt waren.
Der Sitz der Regierung war zunächst ein aus der Mitte des 18. Jahrhunderts stammendes Gebäude an der Ecke Regierungsstraße/Kleiner Wall. Mit dem Anwachsen der Verwaltung war die Regierung allmählich über elf Gebäude in der Stadt Köslin verteilt. Erst 1939 wurde ein neues, repräsentatives Regierungsgebäude fertiggestellt.

### Stadt- und Landkreise
| Name                | Einwohner 1900 | Einwohner 1939 | Bemerkung                                                                  |
| ------------------- | -------------- | -------------- | -------------------------------------------------------------------------- |
| Stolp, Stadt        | 27.293         | 59.377         | Kreisfrei seit 1898.                                                       |
| Köslin, Stadt       | -              | 33.429         | Kreisfrei seit 1923.                                                       |
| Kolberg, Stadt      | –              | 37.051         | Kreisfrei seit 1920.                                                       |
| Belgard (Persante)  | 47.097         | 79.183         | 1932 mit dem Kreis Schivelbein fusioniert.                                 |
| Bublitz             | 20.916         | -              | 1932 mit dem Kreis Köslin fusioniert.                                      |
| Bütow               | 26.021         | 28.018         |                                                                            |
| Dramburg            | 35.863         | -              | 1938 in den neuen Regierungsbezirk Grenzmark Posen-Westpreußen integriert. |
| Greifenberg i. Pom. | –              | 47.806         | Bis 1938 im Regierungsbezirk Stettin                                       |
| Kolberg-Körlin      | 57.871         | 38.785         | Stadt Kolberg wurde 1920 als Stadtkreis ausgegliedert.                     |
| Köslin              | 48.678         | 80.287         | 1932 mit dem Kreis Bublitz fusioniert.                                     |
| Lauenburg i. Pom.   | 45.986         | 63.985         |                                                                            |
| Neustettin          | 76.101         | -              | 1938 in den neuen Regierungsbezirk Grenzmark Posen-Westpreußen integriert. |
| Regenwalde          | -              | 49.668         | Bis 1938 im Regierungsbezirk Stettin.                                      |
| Rummelsburg         | 33.785         | 40.692         |                                                                            |
| Schivelbein         | 19.656         | -              | 1932 mit dem Kreis Belgard fusioniert.                                     |
| Schlawe             | 73.206         | 78.363         |                                                                            |
| Stolp               | 75.310         | 83.009         |                                                                            |

## Regierungspräsidenten

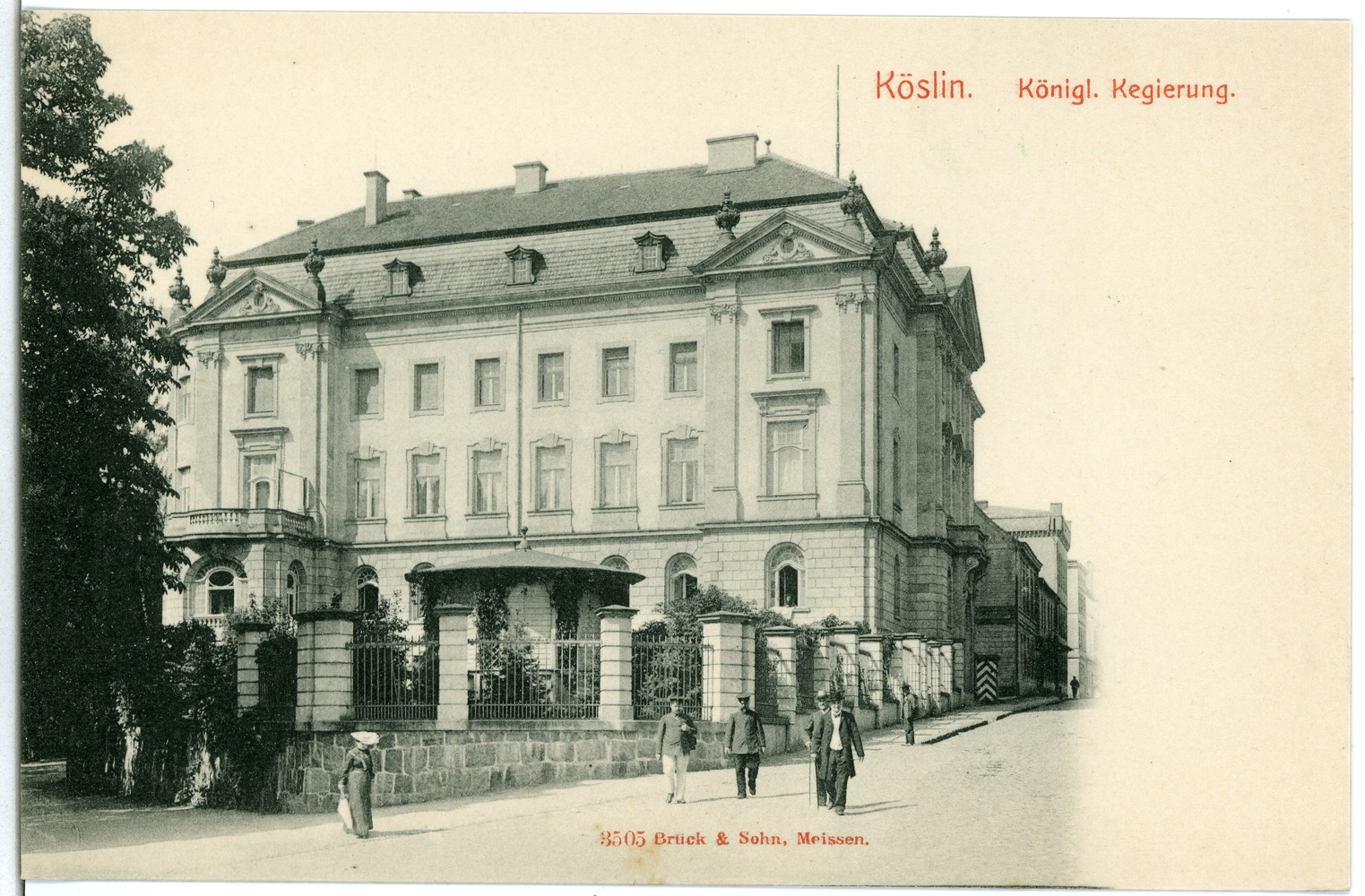
Regierungsgebäude in Köslin (1903)

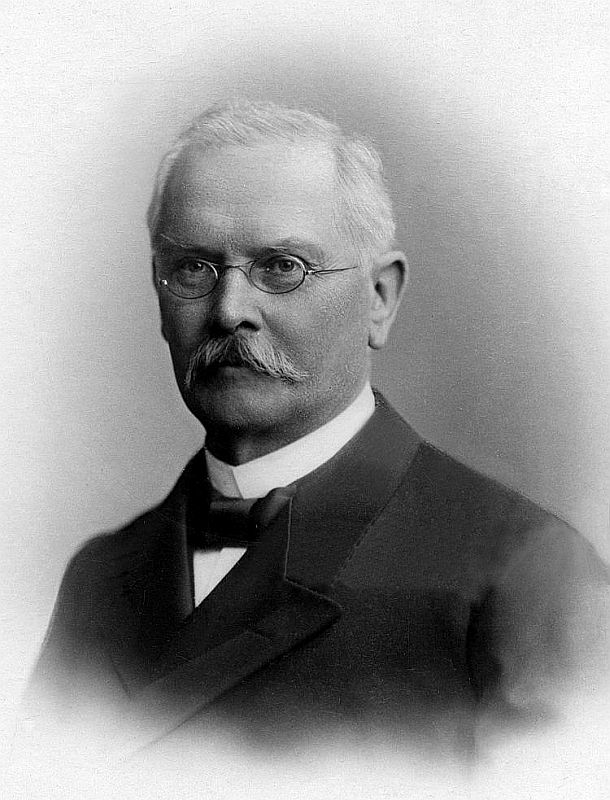
Otto Junghann, Regierungspräsident von 1919 bis 1925

- 1818–1832: Heinrich zu Dohna-Wundlacken
- 1832–1834: Wilhelm von Bonin
- 1834–1852: August Ludwig Leopold von Fritsche
- 1852–1856: Carl von Senden
- 1856–1864: Johann Gottlieb August Naumann
- 1864–1866: Hans Wilhelm von Kotze
- 1867–1871: Alexander von Götz und Schwanenflies
- 1872–1874: Ludwig von Kamptz
- 1874–1883: Achatius von Auerswald
- 1883–1893: Max Clairon d’Haussonville
- 1893–1898: Eberhard von der Recke
- 1898–1903: Viktor von Tepper-Laski
- 1903–1908: Kurt Detloff von Schwerin
- 1908–1911: Paul Johannes von Funck
- 1911–1915: Bill Drews
- 1915–1919: Heinrich von Zedlitz und Neukirch
- 1919–1925: Otto Junghann
- 1925–1934: Curt Cronau
- 1934–1936: Konrad Göppert
- 1936–1938: Albert Leister
- 1938–1944: Johannes Müller
- 1944–1945: Emil Popp

## Nach 1945
Nach Kriegsende 1945 wurde Köslin zusammen mit ganz Hinterpommern von der sowjetischen Besatzungsmacht gemäß dem Potsdamer Abkommen der Volksrepublik Polen zur Verwaltung unterstellt. Unter der kommunistischen polnischen Regierung wurde in der Folgezeit die
„wilde“ Vertreibung der einheimischen Bevölkerung vorgenommen. Für Köslin wurde die polnische Ortsbezeichnung „Koszalin“ eingeführt.
Die Stadt war bis 1998 Sitz der Woiwodschaft Köslin, die danach in den Woiwodschaften Westpommern (Sitz: Stettin) bzw. Pommern (Sitz: Danzig) aufging.